# Eco Napoli
L' Eco Napoli è un Ro-Ro appartenente alla società italiana Gruppo Grimaldi.

## Servizio
Ultimo Ro-Ro della classe GG5G, è stato costruito nei cantieri navali Nanjing Jinglin Shipyard di Nanjing con il nome di Eco Napoli e consegnato il 14 marzo 2025 al Gruppo Grimaldi.
Da maggio 2025 entra in servizio nei collegamenti tra Gemlik, Ambarli, Patrasso e Trieste.

## Navi gemelle
- Eco Barcellona
- Eco Livorno
- Eco Savona
- Eco Adriatica
- Eco Catania
- Eco Malta
- Eco Valencia
- Eco Italia
- Eco Salerno
- Eco Mediterranea
- Finneco I
- Finneco II
- Finneco III